# Xã Salem, Quận Lewis, Missouri
Xã Salem (tiếng Anh: Salem Township) là một xã thuộc quận Lewis, tiểu bang Missouri, Hoa Kỳ. Năm 2010, dân số của xã này là 438 người.